# لوترا (ليسفوس)
لوترا (Λουτρά) هي مدينة في ليسفوس في اليونان.